# Enna minor
Enna minor är en spindelart som beskrevs av Alexander Petrunkevitch 1925. Enna minor ingår i släktet Enna och familjen Trechaleidae.
Artens utbredningsområde är Panama. Inga underarter finns listade i Catalogue of Life.